# Rännelanda-Lerdals församling
Rännelanda-Lerdals församling var en församling i Högsäters pastorat i Dalslands kontrakt i Karlstads stift. Församlingen låg i Färgelanda kommun i Västra Götalands län (Dalsland). Församlingen uppgick 2020 i Högsäters församling.

## Administrativ historik
Församlingen bildades 2010 genom sammanslagning av Rännelanda och Lerdals församlingar och ingick därefter i Högsäters pastorat.  Församlingen uppgick 2020 i Högsäters församling.

## Kyrkor
- Rännelanda kyrka
- Lerdals kyrka